# Camelia Voinea
Camelia Voinea (Konstanca, 1970. március 2. –) világbajnok, olimpiai és Európa-bajnoki ezüstérmes román tornász, edző.
Egyike azon román tornászoknak, akik tökéletesen végrehajtott gyakorlatukra megkapták a maximális 10-es pontszámot. Karrierje során összesen 390 érmet szerzett.

## Életpályája
Ötéves korában kezdett tornázni a Konstancai Farul Sportklubban, ahol edzői Matei Stanei és Olga Didilescu voltak. Dévára a román válogatottba kerülve pedig Adrian Goreac, Maria Cosma, Octavian Bellu és Adrian Stan edzették. 1982-1989 között volt a román olimpiai válogatott tagja. Karrierje során összesen 390 érmet szerzett.
Kedvenc szere a talaj volt.

### Felnőttként

#### Országos eredmények
Az 1984-es Román Kupán talajon és ugrásban győzött, egyéni összetettben pedig negyedik lett.
Románia Nemzeti Bajnokságán 1986-ban talajon Szabó Katalinnal megosztottan volt bajnok.

#### Nemzetközi eredmények
A Balkán-bajnokságokon 1984-ben egyéni összetettben a második, 1985-ben a nyolcadik, 1986-ban pedig a harmadik helyen végzett, úgy, hogy talajgyakorlatára a maximális tízes pontszámot kapta.
A szerenkénti versenyben 1984-ben talajon első, ugrásban és felemás korláton második, 1986-ban ugrásban és talajon második helyezést ért el.
Nyolcadik helyezést ért el egyéni összetettben az 1984-es McDonald's American Cupon.
A japán Chunichi Kupán egyéni összetettben 1985-ben tizedik, 1987-ben kilencedik helyen végzett.
Az 1985-ös Spanyolország-Románia és az 1987-es Nyugat-Németország-Románia kétoldalú találkozón is a harmadik helyen végzett egyéni összetettben.
Az 1986-os Pekingi Világkupán talajon második, egyéni összetettben kilencedik helyen végzett.
Felnőtt Európa-bajnokságon egy alkalommal, 1987-ben Moszkvában vett részt, ahol talajon szerzett ezüstérmet.
Első felnőtt világbajnokságán 1985-ben Montréalban a csapattal (Szabó Katalin, Daniela Silivaș, Eugenia Golea, Laura Cutina, Celestina Popa) sikerült ezüstérmet szereznie, felemás korláton negyedik, egyéni összetettben pedig kilencedik helyen végzett. A következőn, 1987-ben Rotterdamban már a bajnoki címet érte el a csapattal (Aurelia Dobre, Daniela Silivaș, Szabó Katalin, Eugenia Golea, Celestina Popa).
Az 1988. évi nyári olimpiai játékokon Szöulban a csapattal (Daniela Silivaș, Aurelia Dobre, Celestina Popa, Gabriela Potorac és Eugenia Golea) szerzett ezüstérmet.

### Visszavonulása után
Visszavonulása után 1997 óta a konstancai Farul Sportklubban, ahol maga is kezdte pályafutását, edzőként tevékenykedik. Négy éven keresztül az olimpiai bajnok Cătălina Ponort is edzette, ezen kívül Florin Uzummal együtt már több román junior bajnoki címet megnyerő tornászt neveltek ki.
2007-ben született Sabrina-Alexia nevű lánya, aki édesanyja nyomdokaiba lépve 2016-ban egyéni összetettben, felemás korláton és talajon nyert egy, a Román Torna Szövetség által szervezett országos tehetségkutató konstancai szakaszán.

## Díjak, kitüntetések
A Román Torna Szövetség 1984-ben és 1986–1988 között minden évben beválasztotta az év tíz legjobb női sportolója közé.
1986-ban Kiváló Sportolói címmel tüntették ki.
2000-ben megkapta a Román Nemzeti Érdemért Érdemérem III. osztályát, 2004-ben pedig a Sportért Érdemrend I. osztályát.
Szülővárosa, Konstanca 2000-ben díszpolgárává avatta.